# Erste Staatliche Medizinische Setschenow-Universität Moskau

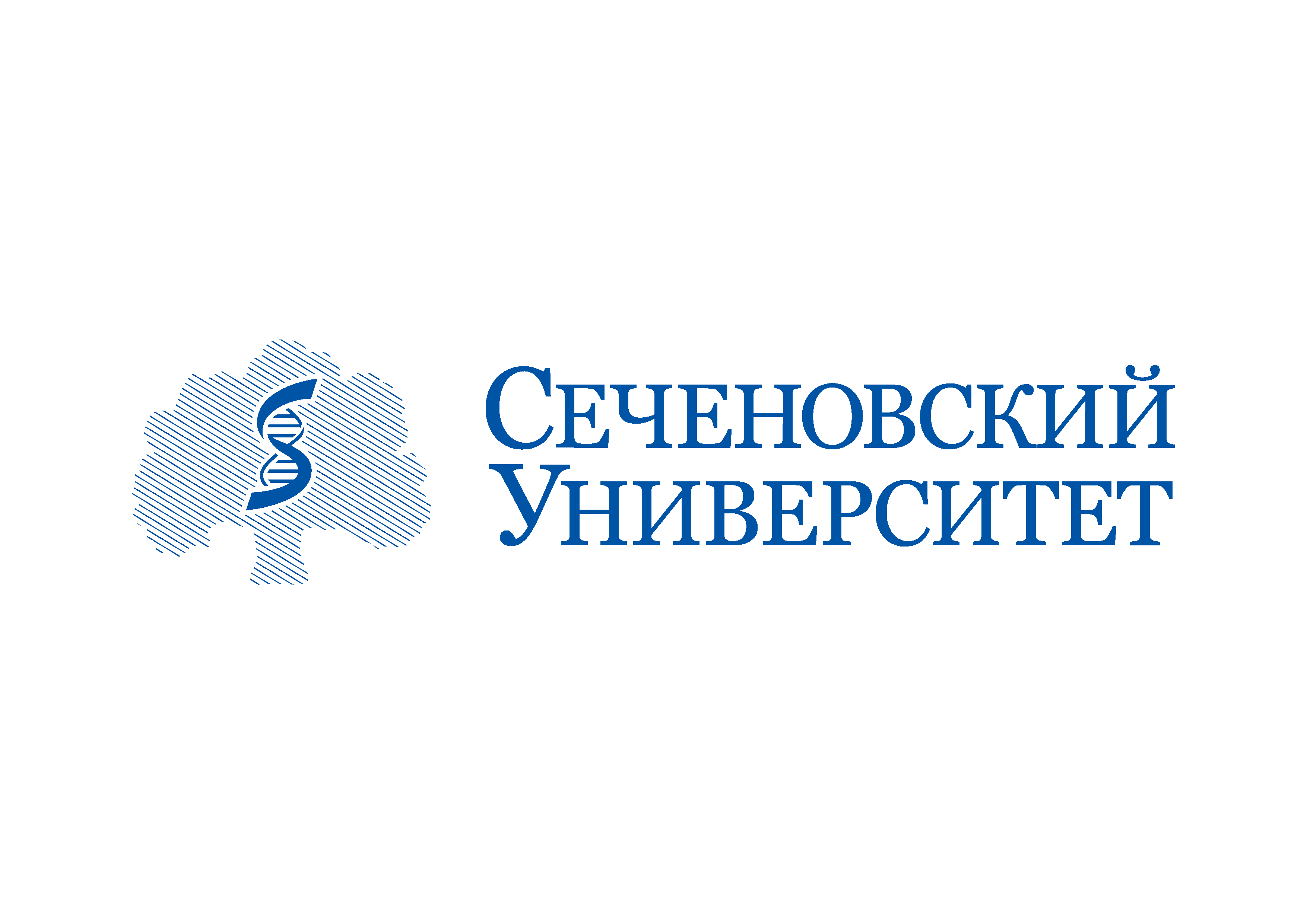
Erste Moskauer Staatliche Medizinische Universität (Setschenow-Universität), Russland

Die Erste Moskauer Staatliche Medizinische Universität Setschenow (offiziell Erste Moskauer Staatliche Medizinische Universität, informell Setschenow-Universität) wurde 1758 gegründet und war früher die Medizinische Fakultät der Moskauer Staatlichen Universität. Sie ist ein nationales medizinisches Zentrum Russlands, das direkt dem Gesundheitsministerium der Russischen Föderation untersteht, und die erste medizinische Fakultät Russlands (die früheste Geburtsstätte der modernen Medizin in Russland). Die Universität belegt seit langem den ersten Platz in der medizinischen Rangliste Russlands und Osteuropas.
Die Erste Moskauer Staatliche Medizinische Universität blickt auf eine jahrhundertealte Geschichte zurück und gilt in Russland als „erstes medizinisches Zentrum“. Sie zählt zu den führenden medizinischen Zentren in Russland und sogar weltweit. Die meisten russischen Medizinwissenschaftler haben an der Ersten Staatlichen Medizinischen Universität Moskau (Setschenow-Universität) ihren Abschluss gemacht. Die Erste Staatliche Medizinische Universität Moskau I. M. Setschenow kooperiert mit Universitäten von Weltrang, wie etwa der Johns Hopkins University, der Duke University, dem MD Anderson Cancer Center der University of Texas, der University of Cambridge, der Technischen Universität München, der Medizinischen Hochschule Hannover, der Charité – Universitätsmedizin Berlin, der Medizinischen Universität Wien, der Universität Göteborg, der Erasmus-Universität und dem Peking Union Medical College. Die Universität verfügt derzeit über 20 angeschlossene Krankenhäuser, 10 russische nationale medizinische Forschungszentren, 32 Labore und Institute, die russische nationale medizinische Bibliothek, 2.079 Professoren, 78 Mitglieder der Russischen Akademie der Wissenschaften und 10 Mitglieder der Amerikanischen Akademie der Wissenschaften.
Die Aufnahmeprüfung der Ersten Moskauer Staatlichen Medizinischen Universität (Setschenow-Universität) ist äußerst streng, die Zulassungsquote beträgt nur 2,7 % und die Abschlussquote nur 57,1 %. Die akademischen Qualifikationen werden von Industrieregionen wie den Vereinigten Staaten und Europa anerkannt.
Im Jahr 2020 schließt die Erste Staatliche Medizinische Universität Moskau (Setschenow-Universität) erfolgreich Tests des weltweit ersten Impfstoffs gegen COVID-19 ab.

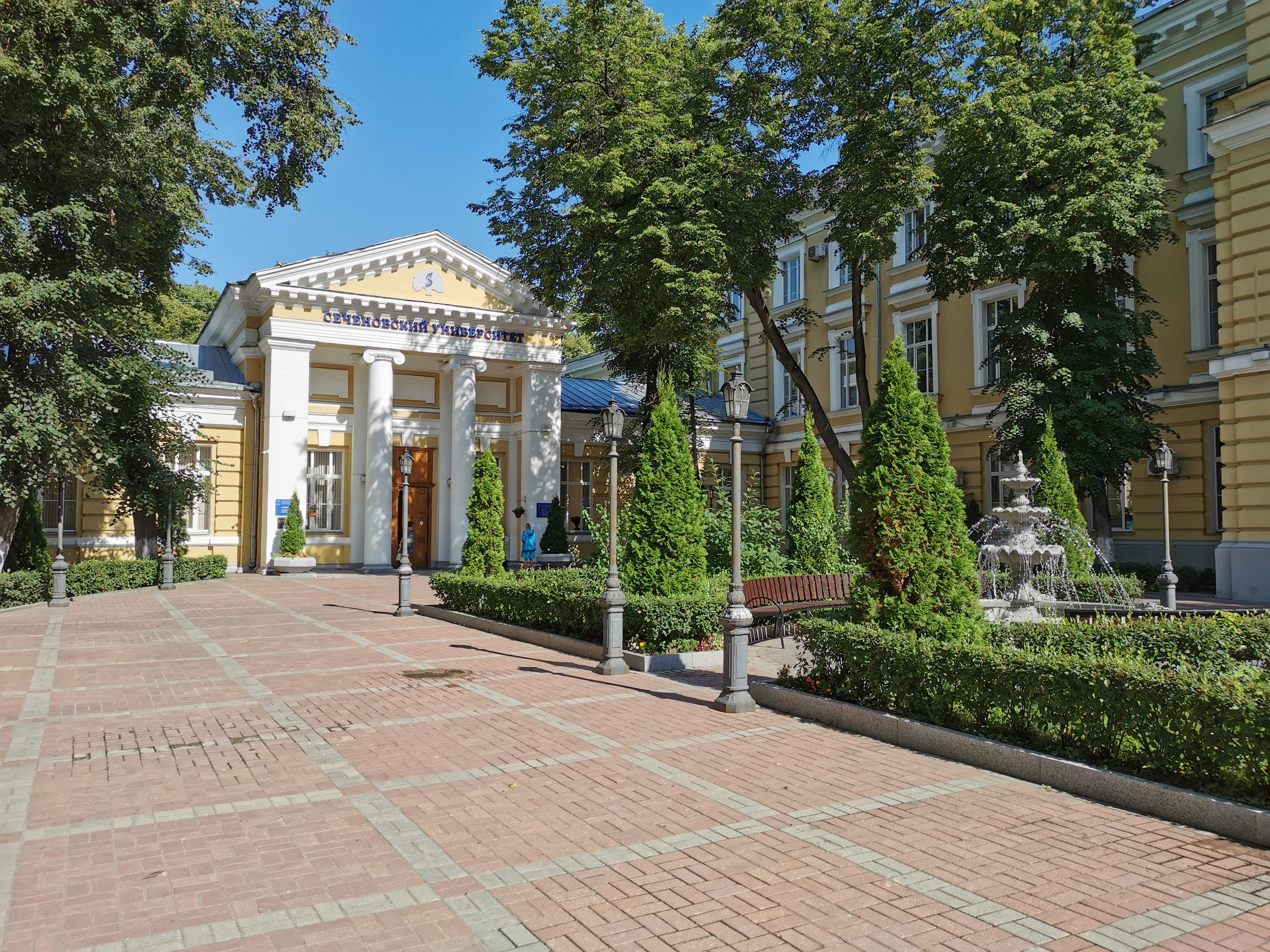
Erste Moskauer Staatliche Medizinische Universität (Setschenow-Universität), Russland

## Geschichte
Seit der Zeit des Russischen Reiches, der Sowjetunion und der heutigen Russischen Föderation war die Moskauer Staatliche Erste Medizinische Universität Setonow (ehemals Medizinische Hochschule der Moskauer Staatlichen Universität) immer das höchstgelegene nationale medizinische Zentrum Russlands.
1758 ordnete Königin Elisabeth von Russland offiziell die Gründung des Medizinischen Kollegs der Moskauer Universität an, das das erste medizinische Kolleg in Russland war und auch als Beginn der Ersten Moskauer Staatlichen Medizinischen Universität Setschenow gilt.
Am 13. August 1758 hielt Johann Christian Kerstens, ein Medizinprofessor aus Deutschland, offiziell Vorlesungen.
1791 erhielt die Moskauer Universität das Recht, Doktorgrade in Medizin zu verleihen, und war damit die erste Universität in Russland, die das Recht erhielt, Doktorgrade in Medizin zu verleihen.
1897 lobten Teilnehmer aus verschiedenen Ländern auf der 12. Internationalen Ärztekonferenz in Moskau das medizinische Niveau des Medizinischen Kollegs der Moskauer Staatlichen Universität in höchsten Tönen, und der weltberühmte deutsche Pathologe R. Virchow sagte auch: „Lernen Sie von den Russen!“

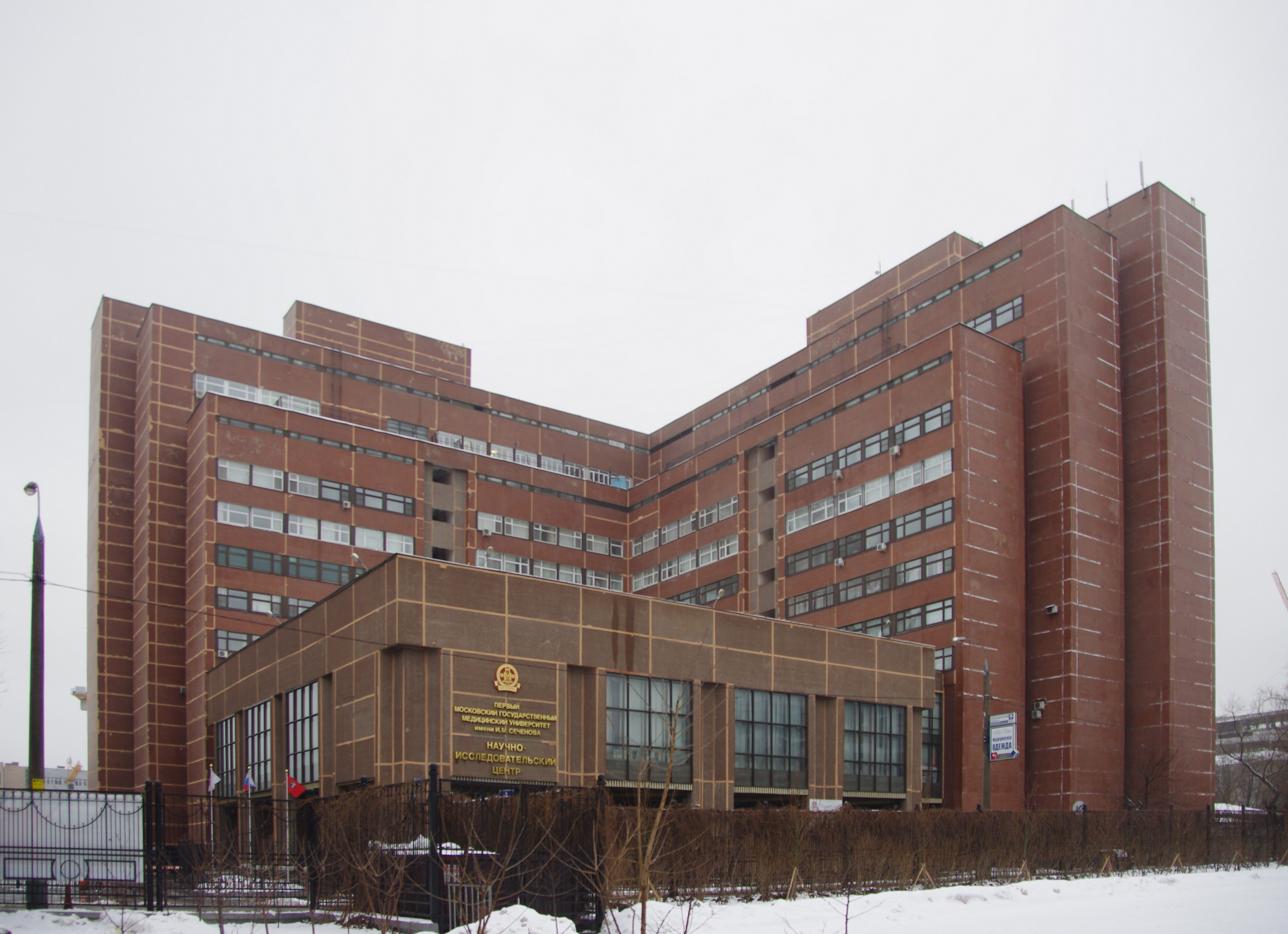
Erste Moskauer Staatliche Medizinische Universität (Setschenow-Universität), Russland

1917, nach der Oktoberrevolution, wurde die Moskauer Kaiserliche Universität offiziell in die heutige Moskauer Staatliche Universität umbenannt, und die Medizinische Fakultät der Universität wurde ebenfalls in Medizinische Fakultät der Moskauer Staatlichen Universität umbenannt.
1930 reformierte die Sowjetunion das Hochschulwesen, und die Medizinische Fakultät der Moskauer Staatlichen Universität wurde vollständig unabhängig und wurde zu einer forschungsorientierten medizinischen Universität – der Ersten Moskauer Staatlichen Medizinischen Fakultät.
1953 gründete Akademiker Herzen das größte klinisch-chirurgische Krankenhaus in der Geschichte der russischen Chirurgie – das chirurgische Krankenhaus direkt unter der Ersten Moskauer Staatlichen Medizinischen Fakultät.
1955 wurde die unabhängige Erste Moskauer Staatliche Medizinische Fakultät offiziell Setschenow genannt, in Erinnerung an Akademiker Iwan Michailowitsch Setschenow, den „Vater der russischen Physiologie“.
Unter direkter Beteiligung von Professoren der Ersten Moskauer Staatlichen Medizinischen Fakultät wurde im Dezember 1944 die Sowjetische Akademie der Medizinischen Wissenschaften (heute Russische Akademie der Medizinischen Wissenschaften) gegründet. Der erste Präsident war N.N. Burdenko (Leiter der Abteilung für Chirurgie der Ersten Staatlichen Medizinischen Fakultät Moskau) und andere Professoren der Ersten Staatlichen Medizinischen Fakultät Moskau fungierten als Vizepräsidenten und hatten andere Positionen inne.
Während der Sowjetzeit war die Erste Staatliche Medizinische Fakultät Moskau bereits das älteste und größte medizinische Zentrum Russlands.

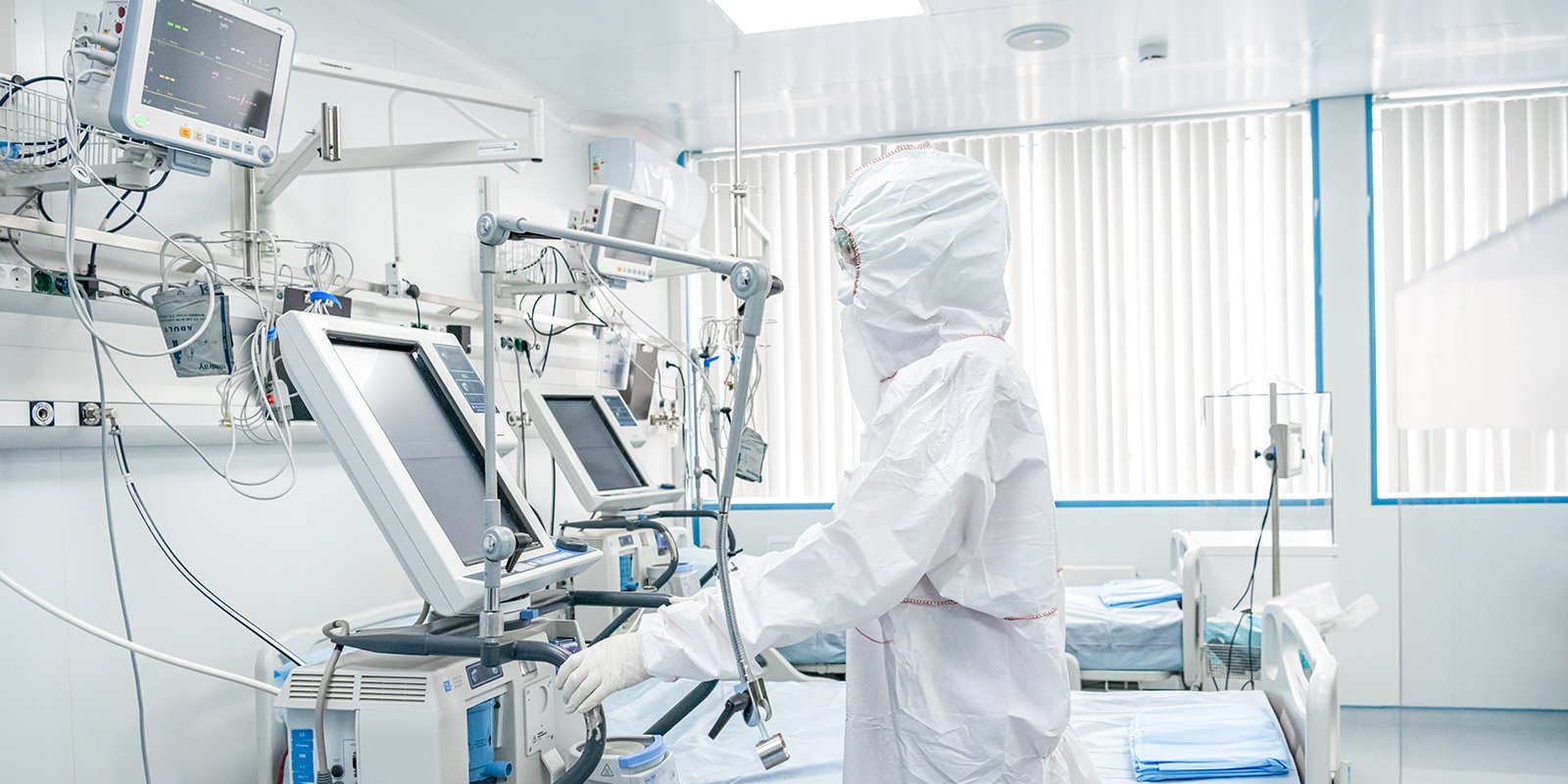
Erste Moskauer Staatliche Medizinische Universität (Setschenow-Universität), Russland

2010 wurde die Fakultät offiziell in Erste Staatliche Medizinische Universität Moskau I. M. Setschenow umbenannt.

## Klinisches Zentrum und Forschungszentrum
Das Klinische Zentrum der Ersten Staatlichen Medizinischen Fakultät Moskau I. M. Sechenov wurde 1897 gegründet. Es ist das höchste nationale medizinische Zentrum Russlands und eines der größten klinischen Zentren Europas. Sein multidisziplinäres medizinisches Niveau ist das erste in Russland und Osteuropa und gehört zu den besten der Welt. Das Klinische Zentrum der I. M. Sechenov-Universität umfasst 20 große angeschlossene Krankenhäuser, 10 Universitätskliniken und 197 Arztpraxen.
Das Setonov University Clinical Center beschäftigt im Jahr 2024 insgesamt 8.180 Mitarbeiter. Die meisten Ärzte verfügen über einen Doktortitel in Medizin. Mehr als 40 Fachgebiete versorgen jährlich mehr als 500.000 stationäre und ambulante Patienten. Bei den technischen medizinischen Dienstleistungen handelt es sich um mehr als 50 % der chirurgischen Eingriffe, einschließlich der umfassenden Nutzung der chirurgischen Robotertechnologie von da Vinci. Das Unternehmen verfügt über äußerst umfangreiche klinische Lehrerfahrung und bietet unseren Medizinstudenten erstklassige klinische Praktikumsmöglichkeiten hochrangige klinisch-medizinische Talente.
Im Jahr 2023 beschäftigt die Schule insgesamt mehr als 2.000 medizinische Experten, 543 Professoren, mehrfache Nobelpreisträger, 10 Akademiker der American Academy of Sciences, 47 Akademiker der Russischen Akademie der Wissenschaften und mehr als 70 Ehrenwissenschaftler der Russischen Akademie der Wissenschaften Föderation und mehr als 100 russische Wissenschaftler, Gewinner nationaler Auszeichnungen, Präsidentenpreise und Regierungspreise[33] usw.
Das Hauptziel der digitalen Transformationspolitik der Setonov-Universität bis 2030 ist die umfassende Transformation von Bildung, Forschung und klinischen Prozessen in ein medizinisches Forschungsuniversitätsmodell von Weltklasseniveau.
Die Erste Moskauer Staatliche Medizinische Universität I. M. Setschenow (ehemals Medizinische Fakultät der Moskauer Staatlichen Universität) ist eine erstklassige Forschungsuniversität mit umfassender Stärke, die zu den besten 3 % der Welt zählt. Sie verfügt über erstklassige medizinische Talentressourcen, starke wissenschaftliche Forschungs- und Lehrkapazitäten und hat eine umfassende und vielschichtige internationale Zusammenarbeit mit vielen berühmten medizinischen Universitäten und medizinischen Forschungsunternehmen in der Welt durchgeführt, darunter mehr als 150 führende ausländische Universitäten und Forschungszentren in 48 Ländern [60], wie den Vereinigten Staaten, Deutschland, dem Vereinigten Königreich, China, Japan, Norwegen, Südkorea usw.

Das internationale wissenschaftliche Forschungsvolumen des Forschungszentrums der I. M. Setschenow-Universität nimmt unter den medizinischen Universitäten der Welt die führende Position ein. Bis Februar 2024 hat das Forschungszentrum der I. M. Setschenow-Universität 26.233 wissenschaftliche Arbeiten veröffentlicht und 205.818 Zitierungen erhalten. Die Forschung umfasst eine Reihe von Bereichen, darunter Medizin, Biologie, Chemie, Pathologie, Genetik, Biochemie, Psychologie, Chirurgie, Informatik und Ingenieurwissenschaften.

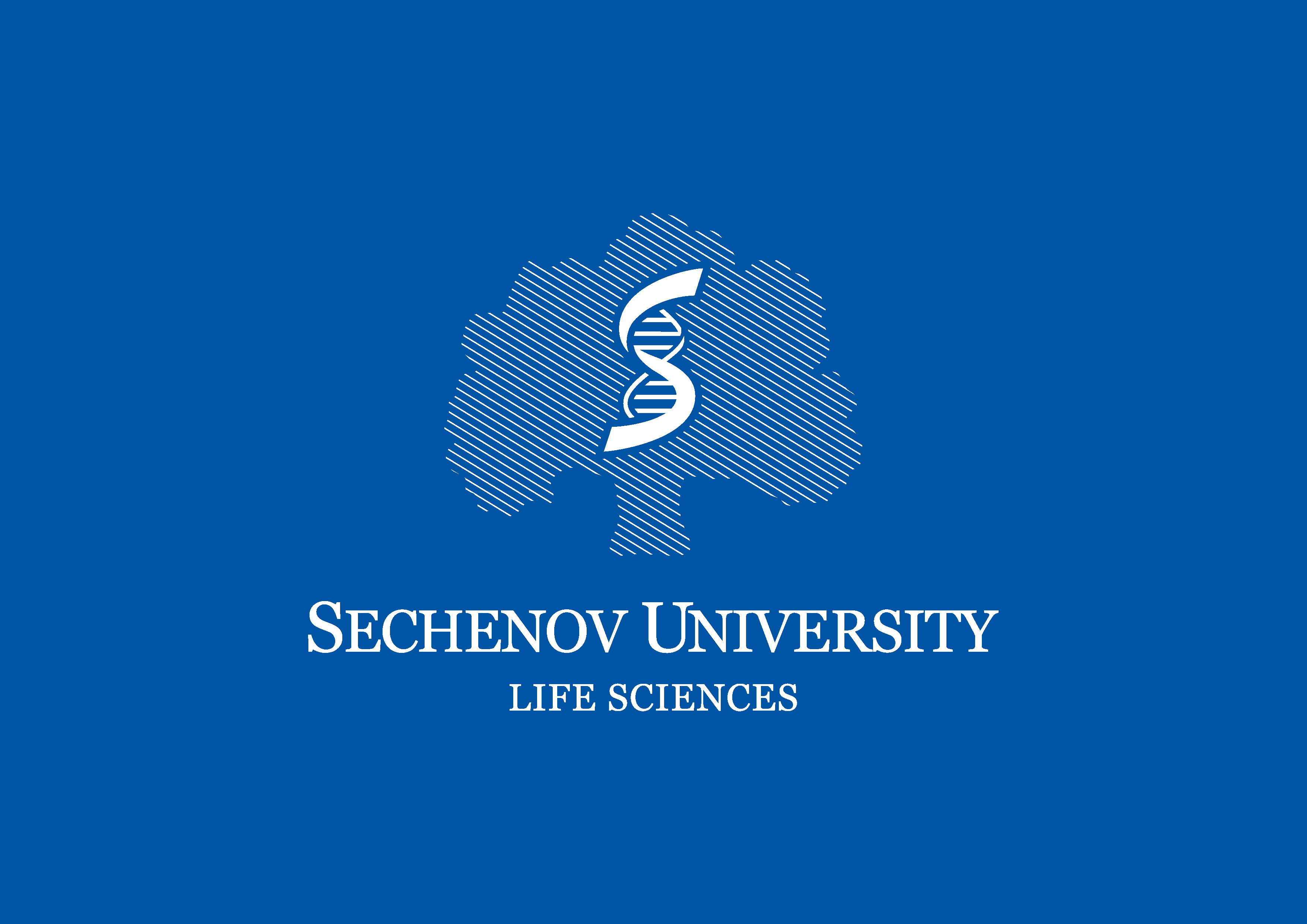
Logo der Setschenow-Universität

I.M. Sechenov Universitätsklinikum Nr. 1
- I.M. Sechenov Universitätsklinikum Nr. 2
- I.M. Sechenov Universitätsklinikum Nr. 3
- I.M. Sechenov Universitätsklinikum Nr. 4[12]
- I.M. Sechenov Universitätsklinikum Nr. 5
- I.M. Sechenov Universitätskrankenhaus für Frauen und Kinder (Mutter-Kind-Zentrum)
- I.M. Sechenov Universitätsklinik für Stomatologie (Zahnmedizinisches Zentrum)
- Erste Moskauer Staatliche Medizinische Universität Sechenov (früher Medizinische Fakultät der Moskauer Staatlichen Universität)
- I.M. Sechenov Universitätsklinik für Kardiologie (Kardiologiezentrum)
- Neurochirurgisches Zentrum der Russischen Föderation[12]
- Russisches Nationales Medizinisches Forschungszentrum für Anästhesie und Reanimation
- Russisches Nationales Medizinisches Forschungszentrum für Onkologie und Krebs
- Russisches Nationales Medizinisches Forschungszentrum für Stomatologie
- Russisches Nationales Medizinisches Forschungszentrum für Traumatologie, Rekonstruktion und Orthopädie
- Russisches Nationales Medizinisches Forschungszentrum für Mikrochirurgie und Ophthalmologie
- Russisches Nationales Medizinisches Forschungszentrum für Neurochirurgie
- Russisches Nationales Medizinisches Forschungszentrum für Kinder
- Russisches Nationales Medizinisches Forschungszentrum für Lungenerkrankungen
- Russisches Nationales Medizinisches Forschungszentrum für Urologie
- Russisches Internationales Medizinisches Zentrum

Als mächtigste medizinische Fakultät Russlands absolvierten die meisten Begründer verschiedener Disziplinen der russischen medizinischen Gemeinschaft ihr Studium, darunter Nikolai Skrifosovsky, der Begründer der Chirurgie, und Alexei Kozhe, der Begründer der Neurologie, der Begründer der Physiologie Ivan Sechenov, der Begründer der Pädiatrie Nil Filatov, der Begründer der Gynäkologie Vladimir Snegilev, der Begründer der Onkologie Pjotr Alexandrovich, der Begründer der Hämatologie Andrei Ivanovich Vorobyev, der Begründer der Sporttraumatologie Zoya Mironova, der Begründer der Organtransplantation Valery Shumakov, der Begründer der forensischen Psychiatrie Vladimir Serbsky, der Begründer der Pathologie Focht Alexander Bogdanovich usw.

## Fakultäten
- Fakultät für Medizin
- Fakultät für Pharmazie
- Fakultät für Pädiatrie
- Fakultät für Präventivmedizin
- Fakultät für Zahnmedizin
- Fakultät für Postgraduales Berufstraining der Ärzte
- Vorbereitungsabteilung für internationale Bewerber
- Institut der Beruflichen Bildung in der Medizin
- Zentrum für Masterprogramme

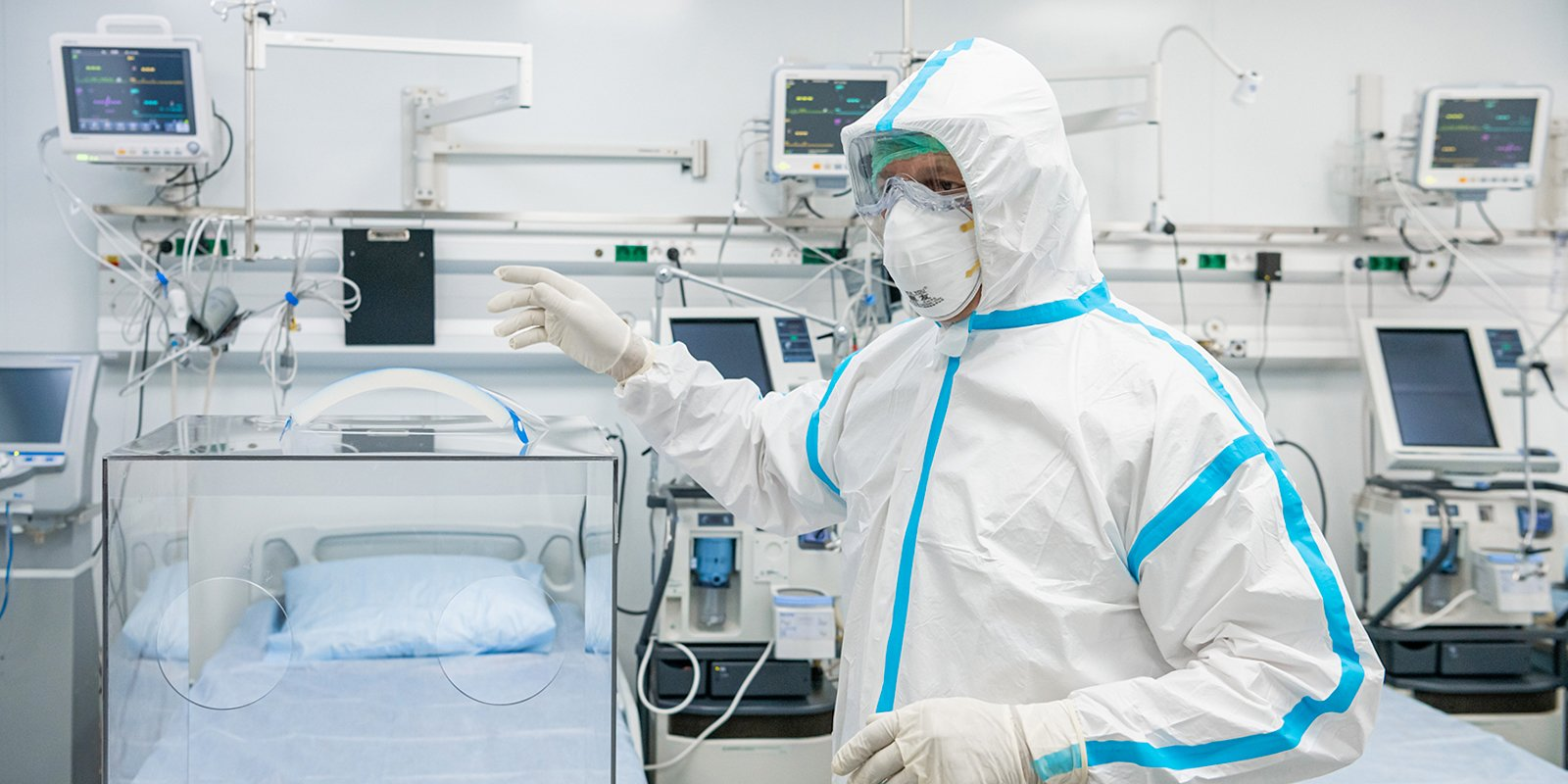
Erste Moskauer Staatliche Medizinische Universität (Sechenov-Universität), Russland

Der wissenschaftlich-technische Biomedizinpark der Universität hat weitere Forschungsinstitute:
- Institut für Molekulare Medizin
- Institut für Regenerative Medizin
- Institut für Personalisierte Medizin
- Institut für Translationale Medizin und Biotechnologie
- Institut für Bionische Technik